# Kangen

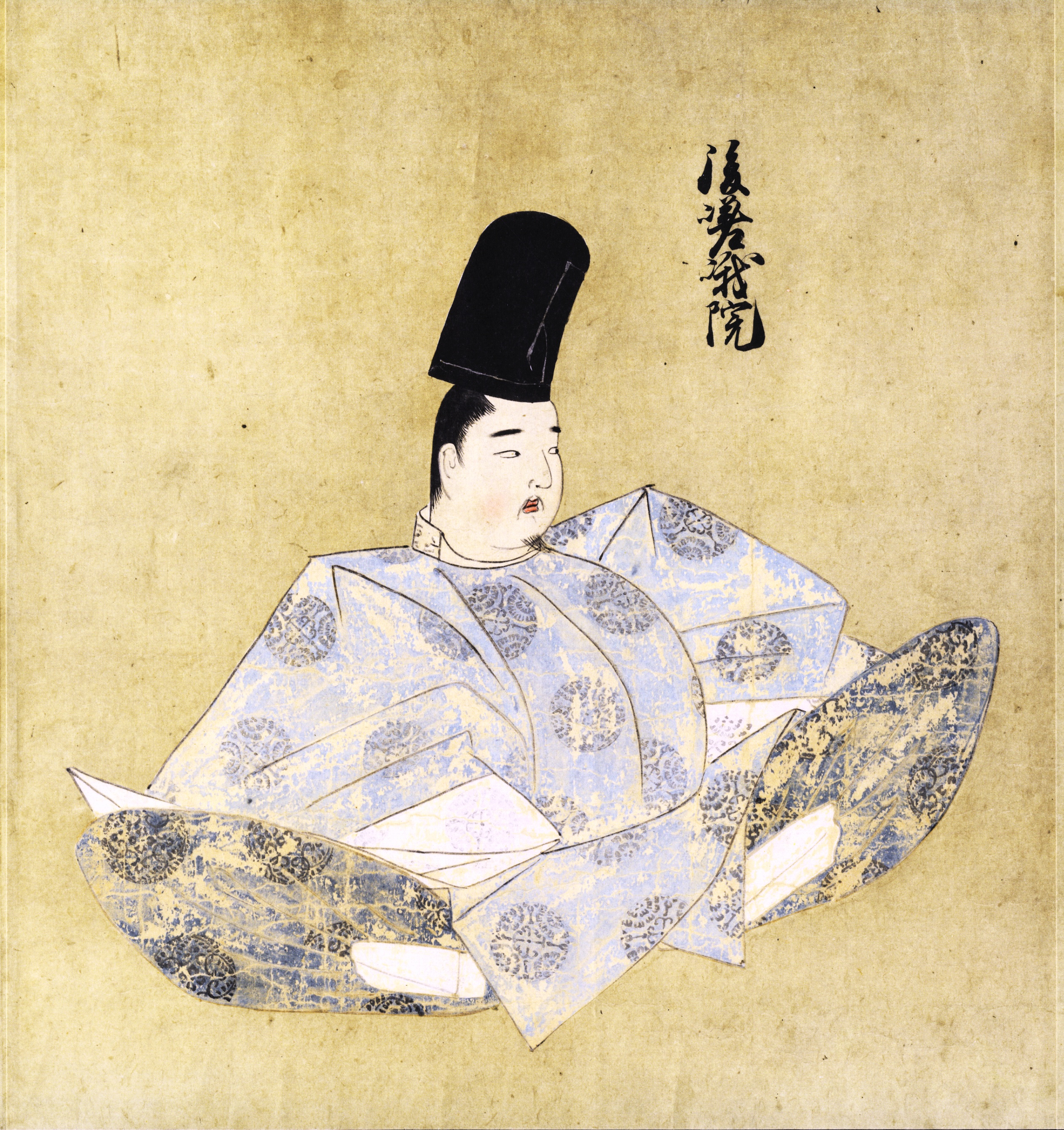
Emperador Go-Saga

Kangen (寛元) hace referencia a una era japonesa (年号, nengō,, lit. "nombre del año") después de Ninji y antes de Hōji. Este período comenzó en febrero de 1243 y terminó en febrero de 1247. El emperador reinante era Go-Saga-tennō (後嵯峨天皇).

## Acontecimientos de la era Kangen
- 1244 (Kangen 2, 4º mes): Kujō Yoritsugu tuvo su ceremonia de mayoría de edad a los 6 años. Ese mismo mes, Yoritsune le pidió permiso al Emperador Go-Saga para hacer de Yoritsugu el nuevo shogun.[3]
- 11 de septiembre de 1245 (Canguro 3, 7º mes): Yoshitsune se afeitó la cabeza y se convirtió en sacerdote budista.[3]
- 1246 (Kangen 4, 7º mes): El hijo de Yoritsune, ahora Shogun Yoritsugu (que sólo tiene 7 años) se casa con la hermana de Hōjō Tsunetoki.[3]
- 1246 (Kangen 4): En el cuarto año del reinado de Go-Saga, el emperador abdicó; y la sucesión (senso) fue recibida por su hijo de 4 años. Poco después, el papel del emperador Go-Fukakusa como emperador es confirmado por ceremonias (sokui).[4]

## Otros sitios web
- Biblioteca Nacional de la Dieta, "El Calendario Japonés" -- resumen histórico más imágenes ilustrativas de la colección de la biblioteca

| Kangen | 1º   | 2º   | 3º   | 4º   | 5º |
| ------ | ---- | ---- | ---- | ---- | -- |
| 1243   | 1244 | 1245 | 1246 | 1247 |    |

| Precedido por: Ninji | Era o nengō: Kangen | Sucedido por: Hōji |

- Datos: Q1194187